# Službeni jezici Europske unije
Europska unija od 1. srpnja 2013. godine ima 24 službena i radna jezika.
Službeni list Europske unije izdaje se na svim službenim jezicima.
Od 1. siječnja 2007. godine, priključenjem Bugarske i Rumunjske, službenim jezicima EU postali su i službeni jezici tih država. Irski jezik također je postao jednim od službenih jezika Europske unije.
Od 1. srpnja 2013. godine, priključenjem Hrvatske, Europska unija ima 24 službena jezika jer je službenim jezikom EU postao i hrvatski jezik. 
| Službeni jezici u Europskoj uniji | Od godine |
| --------------------------------- | --------- |
| bugarski                          | 2007.     |
| hrvatski                          | 2013.     |
| češki                             | 2004.     |
| danski                            | 1973.     |
| nizozemski                        | 1958.     |
| engleski                          | 1973.     |
| estonski                          | 2004.     |
| finski                            | 1995.     |
| francuski                         | 1958.     |
| njemački                          | 1958.     |
| grčki                             | 1981.     |
| mađarski                          | 2004.     |
| irski                             | 2007.     |
| talijanski                        | 1958.     |
| latvijski                         | 2004.     |
| litvanski                         | 2004.     |
| malteški                          | 2004.     |
| poljski                           | 2004.     |
| portugalski                       | 1986.     |
| rumunjski                         | 2007.     |
| slovački                          | 2004.     |
| slovenski                         | 2004.     |
| španjolski                        | 1986.     |
| švedski                           | 1995.     |